# 귀후서
귀후서(歸厚署)는 조선시대의 관청으로 예조의 속아문이다.

## 기능
조선시대 관곽(棺槨)을 만들어서 판매하고, 예장(禮葬)에 필요한 물품을 공급하던 관청, 즉 장례업무를 담당하던 관청이다. 본서(本署)와 분서(分署)가 있으며 본서는 용산강안에, 분서는 남부 호현방에 있었다.

## 연혁
태종 때 승 신계가 용산강가에 사찰을 창건하고 여기에서 관곽을 사비하여 팔았는데 이것을 연유로 1406년(태종 6년) 좌정승 하륜의 건의로 용산에 설치한 관곽소(棺槨所)가 시초이다. 그 후 관곽색을 시혜소(施惠所)로 고치고, 시혜소를 귀후소로 바꾸었으며 <경국대전>을 반포하면서 귀후서(歸厚署)로 바뀌었다. 귀후서라 함은 민덕귀후(民德歸厚)라고 하여 죽은 사람에게 후하게 하면 백성의 덕이 후한데로 돌아간다는 구절에서 유래하였다.

그 후 실제업무에 비하여 관원 수가 많고 공인(貢人)들의 농간으로 공물의 허비가 많다는 호조의 지적에 따라 1777년(정조 원년)에 귀후서를 없애고 그 임무를 선공감(繕工監)의 예장관(禮葬官)이 겸하도록 하였다.

## 구성
초기에는 제조(提調) 1명, 제거(提擧) 2명, 별좌(別坐) 2명을 두었는데 제거 이하의 관원은 조관(朝官)과 함께 승려도 임명하도록 하였다. 그 뒤에 제거 2명은 없어지고 대신 별좌가 2명 더 늘어나 4명이 되었으며 세조 때에는 별좌에 승려 2명이 임명되던 법을 혁파하였다. 그 후 <경국대전>이 반포된 후 제조 1명, 별좌 6명으로 증원되었다가 뒤에 별좌 2명을 줄여 별좌 4명으로 두었다.